# Шахти (аеропорт)
Шахти — аеропорт місцевих повітряних ліній поблизу міста Шахти, Ростовської області. Використовується для проведення авіаційних робіт.
Аеродром «Шахти» 4 класу, здатний приймати літаки Л-410, Ан-2 та аналогічні по масі, а також вертольоти всіх типів.
На аеродромі базується авіакомпанія «Віраж», що має 7 літаків Ан-2.
Є аеродромом спільного базування: тут дислокуються організації спортивної авіації — ЗАТ «Шахтинський авіаційно-ремонтний завод РОСТО» (ремонт літаків Як-18Т, Як-50, Як-52, Ан-2, вертольотів Мі-2, Мі-8, авіаційних двигунів АШ-62ІР, М-14), АНО ДО «Шахтинський аероклуб РОСТО».

## Авіаподії
6 лютого 2011 року вертоліт Мі-2, що належав Шахтинському аероклубу РОСТО (Ростовська область), що виконував завдання по відстрілу вовків в одному з мисливських господарств, близько 22:00 за московським часом при зльоті зазнав катастрофу в Чорноземельському районі Калмикії, в 20 км від селища Нарин-Худук в бік селища Артезіан, поблизу села Адиковське. Загинули два члени екіпажу (пілот і механік). В 14:00 того ж дня у вертольота відмовив двигун. Екіпаж здійснив вимушену посадку та висадив пасажирів, здійснив ремонт двигуна своїми силами. Близько 22:00 екіпаж спробував здійснити зліт, проте вертоліт впав і загорівся. Пілот встиг подзвонити одному з працівників мисливського господарства, до якого відноситься вертоліт, і повідомити про те, що машина падає, після чого зв'язок обірвався.
28 липня 2013 року не долетівши 500 м до аеродрому через відмову двигуна здійснив вимушену посадку літак Ан-2. Повітряне судно пошкоджено (без спалаху), постраждалих немає. Руйнувань на землі немає.